# Ceratozetes laticuspidatus
Ceratozetes laticuspidatus är en kvalsterart som beskrevs av Menke 1964. Ceratozetes laticuspidatus ingår i släktet Ceratozetes och familjen Ceratozetidae. Inga underarter finns listade i Catalogue of Life.